# Operació Alba Roja
L'Operació Alba Roja (Operation Red Dawn en anglès), va ser una acció de les tropes de l'exèrcit estatunidenc que va suposar la captura de l'expresident d'Iraq Saddam Hussein el 13 de desembre del 2003, a Ad-Dawr, una petita població d'Iraq propera a Tikrit.